# أندرو غلوفر (ملحن)
أندرو غلوفر (بالإنجليزية: Andrew Glover)‏ هو ملحن بريطاني، ولد في 1962.

## روابط خارجية
- أندرو غلوفر على موقع IMDb (الإنجليزية)